# Solenopsis sabeana
Solenopsis sabeana är en myrart som först beskrevs av Buckley 1867.  Solenopsis sabeana ingår i släktet eldmyror, och familjen myror. Inga underarter finns listade i Catalogue of Life.